# 伊敷台
伊敷台（いしきだい）は、鹿児島県鹿児島市の町丁。郵便番号は890-0007。人口は9,087人、世帯数は3,553世帯（2020年4月1日現在）。伊敷台一丁目から伊敷台七丁目まであり、伊敷台一丁目から伊敷台七丁目までの全域で住居表示を実施している。
伊敷ニュータウンとして開発された住宅団地の区域からなる。

## 地理
鹿児島市の北部、甲突川中流域に位置している。全域が台地上に伊敷ニュータウンとして造成された新興住宅地である。町域の北方には伊敷町、南方には下伊敷、若葉町、南方から東方にかけては坂元町、東方には下田町、西方には伊敷がそれぞれ接している。
　町域の北部には鹿児島市立伊敷台小学校が所在しており、西部には鹿児島市立伊敷台中学校が所在している。また、町域の西端には国道3号が通っており、東端は鹿児島市交通局北営業所がある。

## 歴史

### 伊敷ニュータウンの開発
下伊敷町と伊敷町の間の山を切り開いて開発された住宅団地である。1986年（昭和61年）に鹿児島市最後の「マンモス団地」として造成に着工した。
　1993年（平成5年）4月に鹿児島市立伊敷台小学校が開校、翌年の1994年（平成6年）4月には鹿児島市立伊敷台中学校が開校した。

### 町丁の設置
2002年（平成14年）11月18日に伊敷ニュータウン地区において住居表示が実施されることとなったのに伴い、伊敷町及び下伊敷町の一部より分割され、鹿児島市の町「伊敷台一丁目」、「伊敷台二丁目」、「伊敷台三丁目」、「伊敷台四丁目」、「伊敷台五丁目」、「伊敷台六丁目」が設置された。2005年（平成17年）2月7日には明ヶ窪地区において住居表示が実施されることとなったのに伴い、下田町及び下伊敷町の一部より「伊敷台七丁目」が設置された。
　なお、伊敷ニュータウン地区のうち、みずがめ座公園周辺の「伊敷町三丁目３～９番」は、新たな町「伊敷台〇丁目」に移行せず、伊敷町のままとなっている。

### 町域の変遷
| 実施後                               | 実施年             | 実施前           |
| ------------------------------------ | ------------------ | ---------------- |
| 伊敷台一丁目から伊敷台六丁目（新設） | 2002年（平成14年） | 伊敷町（一部）   |
| 伊敷台一丁目から伊敷台六丁目（新設） | 2002年（平成14年） | 下伊敷町（一部） |
| 伊敷台七丁目（新設）                 | 2005年（平成17年） | 下田町（一部）   |
| 伊敷台七丁目（新設）                 | 2005年（平成17年） | 下伊敷町（一部） |

## 人口

### 町丁別
|              | 世帯数 | 人口  |
| ------------ | ------ | ----- |
| 伊敷台一丁目 | 567    | 1,440 |
| 伊敷台二丁目 | 373    | 902   |
| 伊敷台三丁目 | 464    | 1,286 |
| 伊敷台四丁目 | 936    | 2,321 |
| 伊敷台五丁目 | 403    | 995   |
| 伊敷台六丁目 | 454    | 1,015 |
| 伊敷台七丁目 | 356    | 1,128 |

### 人口推移
以下の表は国勢調査による小地域集計の人口の推移である。
| 年                 | 人口  |
| ------------------ | ----- |
| 2005年（平成17年） | 9,077 |
| 2010年（平成22年） | 9,117 |
| 2015年（平成27年） | 8,998 |

## 施設

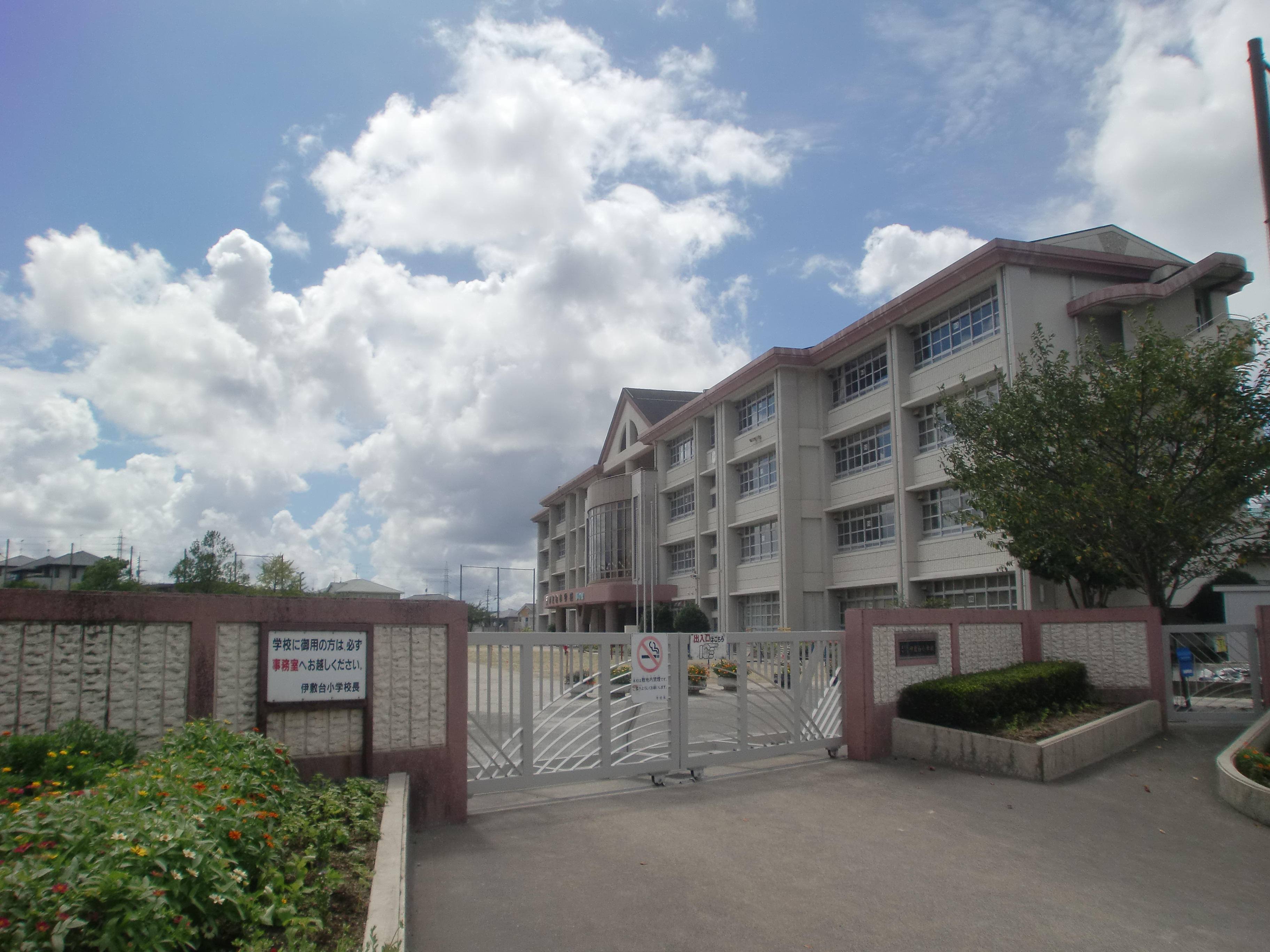
鹿児島市立伊敷台小学校

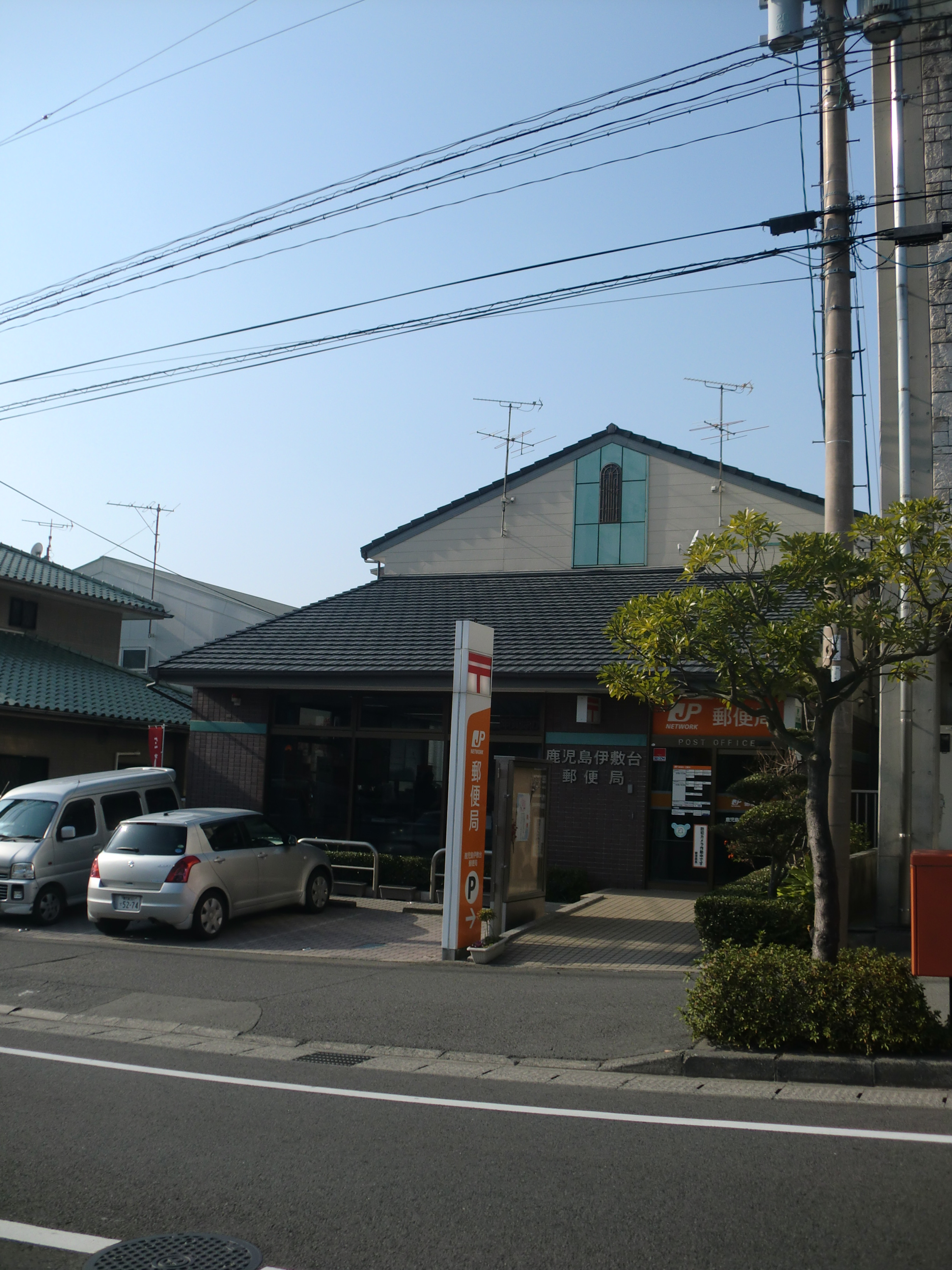
鹿児島伊敷台郵便局

### 公共
- 伊敷台福祉館[17]
- 鹿児島市交通局北営業所[18]
- おひつじ座公園（１丁目）
- おうし座公園（２丁目）
- ふたご座公園（１丁目）
- かに座公園（２丁目）
- しし座公園（３丁目）
- おとめ座公園（５丁目）
- てんびん座公園（４丁目）
- さそり座公園（４丁目）
- いて座公園（７丁目）
- やぎ座公園（２丁目）
- みずがめ座公園（伊敷町３丁目）
- うお座公園（２丁目）
- 玉里台第一公園（６丁目）
- 玉里台第二公園（６丁目）
- 明ヶ窪公園（７丁目）
- 明ヶ窪中央公園（７丁目）
- 明ヶ窪南公園（７丁目）

### 教育
- 鹿児島市立伊敷台中学校[19]
- 鹿児島市立伊敷台小学校[20]

### 郵便局
- 鹿児島伊敷台郵便局[21]

### 寺社
- 伊勢神社

## 小・中学校の学区
市立小・中学校に通う場合、学区（校区）は以下の通りとなる。
| 町丁         | 番・番地 | 小学校                 | 中学校                 |
| ------------ | -------- | ---------------------- | ---------------------- |
| 伊敷台一丁目 | 全域     | 鹿児島市立伊敷台小学校 | 鹿児島市立伊敷台中学校 |
| 伊敷台二丁目 | 全域     | 鹿児島市立伊敷台小学校 | 鹿児島市立伊敷台中学校 |
| 伊敷台三丁目 | 全域     | 鹿児島市立伊敷台小学校 | 鹿児島市立伊敷台中学校 |
| 伊敷台四丁目 | 全域     | 鹿児島市立伊敷台小学校 | 鹿児島市立伊敷台中学校 |
| 伊敷台五丁目 | 全域     | 鹿児島市立伊敷台小学校 | 鹿児島市立伊敷台中学校 |
| 伊敷台六丁目 | 全域     | 鹿児島市立伊敷台小学校 | 鹿児島市立伊敷台中学校 |
| 伊敷台七丁目 | 1-6      | 鹿児島市立伊敷台小学校 | 鹿児島市立伊敷台中学校 |
| 伊敷台七丁目 | その他   | 鹿児島市立坂元小学校   | 鹿児島市立坂元中学校   |

## 交通

### 道路
一般県道
- 鹿児島県道208号坂元伊敷線

### 公共交通機関
鹿児島市交通局（鹿児島市営バス）
1番線　伊敷ニュータウン線（鹿児島中央駅経由）
１-２番線　伊敷ニュータウン線　鹿児島中央駅止まり
鹿児島交通
６５-１　伊敷ニュータウン東～（鹿児島中央駅経由）～鹿児島駅